# 丸山城の戦い
丸山城の戦い（まるやまじょうのたたかい）は、四国平定をめざす羽柴秀吉に伊予攻略を命じられた毛利輝元が、配下の小早川隆景と吉川元長に中国8か国の兵3万余をあたえて進発させた、いわゆる「天正の陣」の前哨となった伊予国丸山城（愛媛県西条市）の攻囲戦。丸山城の城主黒川広隆は戦わず降伏した。

## 概要
丸山城攻囲戦に先だって小早川隆景の四国上陸戦があったが、その際、隆景率いる軍は、海岸で迎撃しようとする長宗我部勢を巧みな用兵により打ち破って首級700余をあげたと言い伝えられている。
つづいて隆景は、金子城と高尾城の攻略を企図し、天正13年（1585年）7月2日。高尾城の支城丸山城を包囲した。高尾城主金子元宅は敵状視察を兼ねて30余騎を出動させたが敗走した。丸山城の守将黒川広隆は戦わずに降伏して隆景に城を明け渡した。その後、黒川広隆は小早川勢の嚮導役を命じられ、金子城・高尾城攻めに参加した。